# 捕鳥部万
捕鳥部 万（ととりべ の よろず）は、飛鳥時代の武人。物部守屋の資人。姓はなし。

## 出自
捕鳥部（鳥取部）は鳥を捕捉することを職業とした品部。物部氏の本拠である河内国には、鳥取部の伴造氏族で、角凝魂命の三世の孫である天湯川田奈命の後裔を称する無姓の鳥取氏があり、万もこの一族の可能性がある。

## 経歴
用明天皇2年（587年）の丁未の乱において物部方に属して戦い、100人を率いて守屋の難波の邸宅を守備した。主君の守屋が討たれたのを聞いて、茅渟県の有真香邑（ありまかむら。現在の大阪府貝塚市大久保近辺か）の妻の家を経由して山中に逃亡した。逃げた竹藪の中で、竹を縄でつないで動かし、自分の居場所をあざむいて、敵が近づいたところで弓矢を放ち（『日本書紀』）、衛士の攻撃を受けつつ、「自分は天皇の楯として勇武を示してきたけれども、取り調べを受けることがなく、追い詰められて、このような事態に陥った。自分が殺されるべきか、捕らえられるべきか、語るものがいたら、自分のところへ来い」と弓をつがえながら地に伏して大声で叫んだ。その後、膝に矢を受けるも引き抜きながらなおも剣で矢を払い、30人ほど射殺し朝廷の兵士を防ぎ続けるが、弓や剣を破壊後、首を小刀で刺して自害した（『日本書紀』）。
朝廷は万の死体を八つに切り、串刺しにして八つの国にさらせと河内国司に命じた。そして、その死体を串刺しにしようとした時、突如雷鳴し、大雨が降った。そして、万が飼っていた白犬は万の頭を咥えて古い墓に収めると、万の頭のそばに臥して横たわり、やがて飢死したと伝わる。
この事を河内国司が不思議に思って朝廷に報告し、これを朝廷が哀れに思い、万の同族の者に命じて万と白犬の墓を有真香邑のほど近くに並べて作らせた ものが、現在岸和田市天神山町の住宅地内にある天神山古墳であるとされている。また、そのうち1号古墳が白犬の墓である「義犬塚古墳」であり、程なく離れた2号古墳が捕鳥部万の墓であるとされている。また、捕鳥部万の墓とされる2号古墳の頂上には、三条実美が建てた顕彰碑が残っている。
また、幕末から明治にかけて活躍した絵師である菊池容斎が著した『前賢故実』には万の肖像があることで知られている。
『日本書紀』に記載された万と白犬の話は『法華経』が元となっており、「万（が）養（へる）白犬」のように日本語の語順をそのまま漢文とした変格漢文が見られることから、この話を伝承したのは万や守屋方の僧侶・在家信者であると考えられる。

## 関連作品
- 黒岩重吾『磐舟の光芒 物部守屋と蘇我馬子』講談社　1993年
- 1300年以上つづく、捕鳥部万を偲ぶ集い。八田町塚元家  岸和田市観光振興協会